# راف (اکلاهما)
راف(به انگلیسی: Roff) شهری در ایالت اکلاهما کشور ایالات متحده آمریکا است که جمعیت آن در سرشماری سال ۲۰۱۰ میلادی، ۷۲۵ نفر بوده‌است.